# Guddanapura, Kolar
Guddanapura là một làng thuộc tehsil Kolar, huyện Kolar, bang Karnataka, Ấn Độ.